# سفیان فیغولی
سفیان فیغولی (عربی: سفيان فيغولي؛ زادهٔ ۲۶ دسامبر ۱۹۸۹) یک بازیکن فوتبال اهل الجزایر است. وی برای تیم ملی فوتبال الجزایر بازی می‌کند.